# Yann Dita-Balotoken
Yann Dita-Balotoken (...) è un ex giocatore di football americano francese che ha giocato come defensive back.

## Palmarès
- 1 World Games (2017)
- 1 Europeo (2018)